# Gary Fong
Pour les articles homonymes, voir Fong.
 (juin 2020).
Si vous disposez d'ouvrages ou d'articles de référence ou si vous connaissez des sites web de qualité traitant du thème abordé ici, merci de compléter l'article en donnant les références utiles à sa vérifiabilité et en les liant à la section « Notes et références ».
Gary Fong (né le 6 décembre 1960 à Seattle) est un photographe connu pour ses photographie de mariage. Il est l’inventeur d’un éclairage au flash direct appelé le « Lightsphere »., qu'il commercialise à son nom. 

## Carrière
Gary Fong commence sa carrière en tant que photographe de mariage. Fong a été sélectionné dans l'émission, « Mariage 2000 » comme l'un des dix meilleurs photographes de mariage dans le monde.

## Pictage, Inc
Après s'être retiré de la photographie de mariage, Gary Fong co-fonde en 2000 l'entreprise Pictage, Inc. L'entreprise propose un  système de stockage en ligne et de gestion des flux de travail pour les photographes professionnels,. Son business modèle repose sur la facturation d'un pourcentage dans la vente des photos imprimées. En 2006, Apax investit 29 millions de dollars dans la compagnie pour en devenir l'actionnaire principal. La compagnie Pictage cesse ses activités en 2015.  

## Ouvrages
- The Accidental Millionaire: How to Succeed in Life Without Really Trying, BenBella Books, 2009
- So You Want To Be A Rockstar Photographer: Exploding The Myth And Real World Guidance, Lsh Publishing Co, 2012